# Foulden
Foulden är en ort och civil parish i Storbritannien.   Den ligger i grevskapet Norfolk och riksdelen England, i den sydöstra delen av landet, 130 km norr om huvudstaden London. Foulden ligger 15 meter över havet och antalet invånare är 444.
Terrängen runt Foulden är platt. Runt Foulden är det ganska tätbefolkat, med 96 invånare per kvadratkilometer. Närmaste större samhälle är Thetford, 18,8 km sydost om Foulden. Trakten runt Foulden består till största delen av jordbruksmark.